# Conus roeckeli
Espèce
Statut de conservation UICN

 LC  : Préoccupation mineure
Conus roeckeli est une espèce de mollusques gastéropodes marins de la famille des Conidae.
Comme toutes les espèces du genre Conus, ces escargots sont prédateurs et venimeux. Ils sont capables de « piquer » les humains et doivent donc être manipulés avec précaution, voire pas du tout.

## Description
La taille de la coquille varie entre 13 mm et 23 mm.

## Distribution
Cette espèce est présente dans l'océan Atlantique au large du Cap-Vert. Elle n'est connue que de l'île de Boa Vista. île, Cap-Vert, entre 2 et 5 m de profondeur. Son statut de conservation est de préoccupation mineure. 

### Niveau de risque d’extinction de l’espèce
Selon l'analyse de l'UICN réalisée en 2011 pour la définition du niveau de risque d'extinction, cette espèce est endémique aux îles du Cap-Vert où elle se trouve uniquement dans le nord-ouest de l'île de Boavista autour de Baía das Gatas, une côte d'environ 13 km. Bien que cette espèce soit très restreinte dans son aire de répartition, il n'y a pas de menaces connues ni de plans de développement futurs et donc aucune mesure de conservation connue n'est actuellement en place pour cette espèce. L'espèce est considérée comme étant de préoccupation mineure. Si une menace devait apparaître, le statut révisé serait Vulnérable D2.

## Taxonomie

### Publication originale
L'espèce Conus roeckeli a été décrite pour la première fois en 1980 par le malacologiste Emilio Rolán (d).

### Synonymes
- Africonus damioi T. Cossignani & Fiadeiro, 2015 · non accepté
- Africonus roeckeli (Rolán, 1980) · appellation alternative
- Conus (Lautoconus) roeckeli Rolán, 1980 · non accepté